# زبان اشاره گامبیایی
زبان اشاره گامبیایی زبان اشاره‌ای است که توسط ناشنوایان و کم شنوایان در گامبیا استفاده می‌شود.